# Камионџије
Камионџије је југословенска телевизијска серија из 1972. године, сценаристе Гордана Михића. Премијерно је емитована на ТВ Београду, у периоду од 13. јануара до 17. марта 1973. године.
Због велике популарности серије снимани су наставци: филм Паја и Јаре 1973, телевизијска серија Камионџије опет возе 1983. и филм Камионџије поново возе 1984. године. Серија Камионџије д. о. о. из 2020. представља омаж старој серији.
"Камионџије" су била једна од последњих југословенских ТВ-серија снимљених у црно-белој техници.

## Радња
Серија прати авантуре Паје и Јарета, двојице искрених и добрих возача камиона и партнера у пословању. Сусрећу разне људе док се возе на цести, што се углавном чини лошим за њих, али на крају је то пријатељство које спаси дан.
У фокусу приче је мали, обичан човек, који пролази кроз перипетије разних девијација актуелних друштвених односа.

## Списак епизода
Серија има десет епизода и трају у просеку 52 минута.
| Редни број | Назив епизоде        | Премијерно емитовање |
| ---------- | -------------------- | -------------------- |
| 1          | Основна школа        | 13. јануар 1973.     |
| 2          | Код Боже Зеца        | 20. јануар 1973.     |
| 3          | Мед и млеко          | 27. јануар 1973.     |
| 4          | Кафана „Стара мачка“ | 3. фебруар 1973.     |
| 5          | Твоји смо, тато      | 10. фебруар 1973.    |
| 6          | Ге-геовци            | 17. фебруар 1973.    |
| 7          | Велике паре          | 24. фебруар 1973.    |
| 8          | Затвор               | 3. март 1973.        |
| 9          | Поново у клупи       | 10. март 1973.       |
| 10         | Екскурзија           | 17. март 1973.       |

## Улоге
| Глумац                  | Улога                                   |
| ----------------------- | --------------------------------------- |
| Миодраг Петровић Чкаља  | Живадин Јарић - Јаре (10 еп. 1973)      |
| Павле Вуисић            | Павле Чутура - Паја (10 еп. 1973)       |
| Славка Јеринић          | Илинка Јарић (9 еп. 1973)               |
| Боривоје Јовановић      | Јаретов отац (7 еп. 1973)               |
| Радмила Савићевић       | Виолета (6 еп. 1973)                    |
| Радмила Гутеша          | Наставница српског језика (3 еп. 1973)  |
| Милутин Бутковић        | Милорад Алексић - Поскок (2 еп. 1973)   |
| Александар Гаврић       | Директор Костић (2 еп. 1973)            |
| Жарко Митровић          | Тиосав (2 еп. 1973)                     |
| Зорица Јовановић        | Певачица (2 еп. 1973)                   |
| Живојин Жика Миленковић | Божа Зец (2 еп. 1973)                   |
| Еуген Вербер            | Матковић (2 еп. 1973)                   |
| Душан Петровић          | (2 еп. 1973)                            |
| Добрила Илић            | (2 еп. 1973)                            |
| Нађа Миловановић        | (2 еп. 1973)                            |
| Војислав Мићовић        | Петар Андрић (2 еп. 1973)               |
| Мира Динуловић          | Девојка с марамом на глави (2 еп. 1973) |
| Надежда Брадић          | Костадинка (2 еп. 1973)                 |
| Мило Мирановић          | Миладин Пешић (2 еп. 1973)              |

Остале улоге
| Глумац                     | Улога                                      |
| -------------------------- | ------------------------------------------ |
| Мирољуб Лешо               | Милан Качавенда (2 еп. 1973)               |
| Надежда Вукићевић          | Илонка (2 еп. 1973)                        |
| Душан Антонијевић          | Циган (1 еп. 1973)                         |
| Ђорђе Пура                 | Страја (1 еп. 1973)                        |
| Мирјана Блашковић          | Гагићева жена, циганка (1 еп. 1973)        |
| Слободан Колаковић         | (1 еп. 1973)                               |
| Лепа Лукић                 | Певачица (1 еп. 1973)                      |
| Петар Перишић              | Пчелар Црногорац (1 еп. 1973)              |
| Васја Станковић            | (1 еп. 1973)                               |
| Дара Чаленић               | Живка (1 еп. 1973)                         |
| Богдан Девић               | (1 еп. 1973)                               |
| Јованка Котлајић           | Баба у камиону (1 еп. 1973)                |
| Ташко Начић                | Животије Гагић, циган (1 еп. 1973)         |
| Михајло Бата Паскаљевић    | Пчеларева муштерија (1 еп. 1973)           |
| Боривоје Стојановић        | (1 еп. 1973)                               |
| Слободан Стојановић        | (1 еп. 1973)                               |
| Љубомир Ћипранић           | Милиционер (1 еп. 1973)                    |
| Ранко Гучевац              | Тип који се разводи (1 еп. 1973)           |
| Мирјана Николић            | (1 еп. 1973)                               |
| Чедомир Петровић           | Милиционер (1 еп. 1973)                    |
| Ирена Просен               | Пајина швалерка (1 еп. 1973)               |
| Власта Велисављевић        | Риста (1 еп. 1973)                         |
| Стојан Столе Аранђеловић   | Мајстор Дуле (1 еп. 1973)                  |
| Деса Берић                 | Госпођа која поклања лисицу (1 еп. 1973)   |
| Тома Јовановић             | Бабура (1 еп. 1973)                        |
| Ранко Ковачевић            | Постављач каблова (1 еп. 1973)             |
| Љиљана Дерк                | Девојка с наочалама (1 еп. 1973)           |
| Рахела Ферари              | Госпођа Каначки (1 еп. 1973)               |
| Маријан Ловрић             | Наставник историје (1 еп. 1973)            |
| Вељко Маринковић           | Аутомеханичар (1 еп. 1973)                 |
| Милан Срдоч                | Лала (1 еп. 1973)                          |
| Михајло Викторовић         | Италијан „Аргументо” (1 еп. 1973)          |
| Томанија Ђуричко           | (1 еп. 1973)                               |
| Растислав Јовић            | Чиновник (1 еп. 1973)                      |
| Предраг Лаковић            | Наставник музичког (1 еп. 1973)            |
| Богдан Михаиловић          | (1 еп. 1973)                               |
| Миливоје Мића Томић        | Мрђа (1 еп. 1973)                          |
| Душан Вујисић              | Гуглета (1 еп. 1973)                       |
| Миодраг Андрић             | Тоза (1 еп. 1973)                          |
| Бранко Цвејић              | Секретар у предузећу (1 еп. 1973)          |
| Иван Јонаш                 | Повратник, бизнисмен (1 еп. 1973)          |
| Предраг Милинковић         | (1 еп. 1973)                               |
| Зоран Стојиљковић          | (1 еп. 1973)                               |
| Мира Бањац                 | Стрина Цана (1 еп. 1973)                   |
| Олга Ивановић              | Разредни старешина (1 еп. 1973)            |
| Ђорђе Јовановић            | Љубиша (1 еп. 1973)                        |
| Зоран Лонгиновић           | Трубач (1 еп. 1973)                        |
| Растко Тадић               | (1 еп. 1973)                               |
| Милош Жутић                | Лекар (1 еп. 1973)                         |
| Душан Булајић              | Иследник (1 еп. 1973)                      |
| Петар Лупа                 | Живкин отац Ташенка (1 еп. 1973)           |
| Зоран Пешовић              | Живкин син Сашенка (1 еп. 1973)            |
| Живка Матић                | Даница (1 еп. 1973)                        |
| Бранислав Цига Миленковић  | Шиптар (1 еп. 1973)                        |
| Милан Панић                | (1 еп. 1973)                               |
| Душан Почек                | Наставник физике и математике (1 еп. 1973) |
| Драгомир Фелба             | (1 еп. 1973)                               |
| Драгољуб Милосављевић Гула | Директор школе Гузина (1 еп. 1973)         |
| Рамиз Секић                | (1 еп. 1973)                               |
| Иван Ђурђевић              | (1 еп. 1973)                               |
| Божидар Пајкић             | Бамбалић старији (1 еп. 1973)              |
| Миодраг Поповић Деба       | (1 еп. 1973)                               |
| Момчило Животић            | (1 еп. 1973)                               |
| Мирко Даутовић             | (1 еп. 1973)                               |
| Драган Лаковић             | Бамбалић млађи (1 еп. 1973)                |
| Миомир Петровић            | (1 еп. 1973)                               |
| Матилда Спилар             | (1 еп. 1973)                               |
| Каја Игњатовић             | (1 еп. 1973)                               |
| Раде Поповић               | (1 еп. 1973)                               |
| Божидар Дапчевић           | (1 еп. 1973)                               |
| Азалеа Ђачић               | (непознат број епизода)                    |
| Богдан Јакуш               | Рецепционер (непознат број епизода)        |
| Бошко Кузмановић           | (непознат број епизода)                    |
| Светислав Гонцић           | Буле Јарић ... син (10 еп. 1973)           |
| Радослав Павловић          | Комшија (1 еп. 1973)                       |
| Душан Тадић                | Шанкер у кафани (1 еп. 1973)               |

## ТВ екипа
| Редитељ              | Мило Ђукановић         | (10 еп. 1973)                             |
| Сценариста           | Гордан Михић           | (10 еп. 1973)                             |
| Продуцент            | Миодраг Маринковић     | придружени продуцент (10 еп. 1973)        |
| Продуцент            | Ненад Романо           | (10 еп. 1973)                             |
| Композитор           | Радослав Грајић        | (непознат број епизода)                   |
| Композитор           | Петар Танасијевић      | (непознат број епизода)                   |
| Директор фотографије | Милорад Марковић       | (непознат број епизода)                   |
| Монтажер             | Љерка Станојевић       | (непознат број епизода)                   |
| Сценограф            | Драгољуб Лазаревић     | (10 еп. 1973)                             |
| Костимограф          | Јелисавета Гобецки     | (10 еп. 1973)                             |
| Одсек за шминку      | Вера Ранковић          | шминкерка (непознат број епизода)         |
| Менаџер продукције   | Младен Тодић           | директор филма (10 еп. 1973)              |
| Менаџер продукције   | Миодраг Стевановић     | организатор (9 еп. 1973)                  |
| Менаџер продукције   | Драган Марковић        | директор филма (1 еп. 1973)               |
| Помоћник режије      | Драгољуб Петровић      | помоћник редитеља (непознат број епизода) |
| Помоћник режије      | Милан Узелац           | помоћник редитеља (непознат број епизода) |
| Одсек за костим      | Миланка Султановић     | гардеробер (3 еп. 1973)                   |
| Музички одсек        | Миодраг Петровић Чкаља | певач: насловна песма (10 еп. 1973)       |
| Музички одсек        | Павле Вуисић           | певач: насловна песма (10 еп. 1973)       |

## Локација снимања
Локација снимања серије "Камионџије" је Београд, претежно Петлово Брдо, Пећарска улица (код Ђерам пијаце) и Калемегдан.